# إدوارد سوندرز تشيذام
إدوارد سوندرز تشيذام (بالإنجليزية: Edward Saunders Cheatham)‏ هو شخصية أعمال وسياسي أمريكي، ولد في 31 يوليو 1818 في سبرينغفيلد في الولايات المتحدة، وتوفي في 21 ديسمبر 1878 في هورن ليك في الولايات المتحدة. انتخب عضو مجلس نواب تينيسي وانتخب عضو مجلس ولاية تينيسي.